# Московское старообрядческое духовное училище
Моско́вское старообря́дческое духо́вное учи́лище (сокращённо МСДУ) — единственное учебное заведение Русской православной старообрядческой церкви, расположенное на Рогожском посёлке в Москве.
Основной задачей МСДУ является подготовка грамотных уставщиков и головщиков, а также образованных христиан, способных преподавать в воскресных школах, заниматься различной церковной и общественной деятельностью. МСДУ ежегодно проводит набор студентов для обучения по специальности «уставщик, преподаватель воскресной школы». Особое внимание уделяется преподаванию практических дисциплин: богослужебного устава, знаменного пения и церковного чтения.

## История
В 1996 году на Рогожском было создано Старообрядческое духовное училище, первый выпуск которого состоялся в 1998 году. Затем в деятельности училища снова был большой перерыв.
29 ноября 2002 года предстоятель РПСЦ митрополит Алимпий (Гусев) подписал документы о создании при московской старообрядческой митрополии духовного учебного заведения под названием «Древнерусское училище-институт», руководителем которого был утвержден Игорь Борисович Петров — бывший директор Суздальского художественно-реставрационного училища. Предполагалось разместить «училище-институт» в бывшем Доме ребёнка, расположенном в Рогожском посёлка.
Когда в феврале 2004 года на пост предстоятеля Русской Православной Старообрядческой Церкви был избран митрополит Андриан (Четвергов), был вновь поставлен вопрос о восстановлении духовного училища и усилении образовательной работы. На Совете Митрополии, состоявшемся в феврале того же года, было принято решение о создании Учебного совета при Московской Митрополии. Само училище начало свою работу 1 сентября 2004 года. Эта дата и считается первым днём работы восстановленного духовного училища Русской Православной Старообрядческой Церкви.
После назначения в 2005 году его директором протоиерея Евгения Чунина и завучем известного историка, религиоведа, специалиста по истории восточного христианства и Византии Алексея Муравьёва в деятельности училища были достигнуты успехи. Поскольку А. В. Муравьёв преподавал в Свято-Тихоновском богословском институте, этот опыт был использован при разработке учебных программ старообрядческого духовного училища. К преподаванию были привлечены следующие специалисты-старообрядцы: филолог Михаил Дзюбенко, кандидат исторических наук Роман Майоров, Анатолий Шатохин; протодиакон Иоанн Чунин, архидиакон Варнава Страхов, Лидия Фетку; знаток церковного пения Валентина Синельникова, знаток церковного права Алексей Рябцев, журналист Сергей Вургафт, сотрудник Информационно-издательского отдела Митрополии Глеб Чистяков, уставщик Алексей Шишкин.
В то время в МСДУ в течение трех лет изучались следующие предметы: Богослужебный устав, Знаменное пение, История знаменного пения, Церковнославянский язык, Священное Писание Нового Завета, Священное Писание Ветхого Завета, Катехизис, Святоотеческое богословие, Патрология, История древней Церкви, История русской Церкви, История старообрядчества, Каноническое право, Религиоведение, Древнерусская литература, Старообрядческая литература, Церковное искусство, Церковная педагогика. В течение осеннего семестра 2006 года студенты старших курсов Московского Духовного училища изучали новую дисциплину «Введение в церковную журналистику».
В 2010—2011 годах, в связи с нехваткой материальных средств, 3-годичный курс очного обучения был заменён на 2-годичный с возможностью продолжать обучение на заочном отделении. В 2010 году училище закончили 8 человек (4 по очному и 4 по заочному отделению). Преподавательская корпорация насчитывала 17 человек. В 2011 году на заочном отделении обучалось 50 человек.
В 2014 году обновлено руководство духовного училища. Директором МСДУ назначен Анатолий Иванович Шатохин, а его заместителем — диакон Василий Андроников.
В 2014—2015 учебном году на очном отделении вводится новая программа, в которой преимущественное внимание будет уделено изучению богослужебного устава, чтения и пения: Богослужебный устав, Знаменное пение, Постановка голоса, Техника чтения, Закон Божий, Русская культура, Церковнославянский язык, История старообрядчества, История Христовой Церкви, Апологетика, Катехизис.
В феврале 2015 года Совет Митрополии отметил «существенное повышение дисциплины в училище и более плотный образовательный график» после обновления руководства и преподавательского состава в 2014 году
1 сентября 2015 года «для обучения и воспитания детей в христианской среде» при Московском Старообрядческом Духовном Училище была открыта православная общеобразовательная старообрядческая школа, работающая по принципам семейного обучения с гибким графиком занятий.
В связи с капитальной реставрацией бывшего здания МСДУ с конца января 2023 года занятия начались в другом здании на территории Духовного центра РПСЦ — в здании бывшей лечебницы имени Сергея Морозова по адресу: Рогожский посёлок, 29 стр. 7. По состоянию на конец 2023 года, МСДУ окончили примерно 250 человек.

## Ректоры
- иерей Иоанн Думнов (2004—2005)
- протоиерей Евгений Чунин (2005—2014)
- Анатолий Шатохин (с 2014)